# Neuvicq
Neuvicq är en kommun i departementet Charente-Maritime i regionen Nouvelle-Aquitaine i västra Frankrike. Kommunen ligger  i kantonen Montguyon som ligger i arrondissementet Jonzac. År 2022 hade Neuvicq 408 invånare.

## Befolkningsutveckling
Antalet invånare i kommunen Neuvicq
Referens:INSEE